# Stan Zin
Stanley Eugène Zin est un économiste canadien. Il est titulaire de la chaire William R. Berkley (en) de professeur d'économie et d'affaires à la Stern School of Business de l'université de New York.

## Carrière
Stan Zin a effectué ses études d'abord à l'Université de Windsor (B. A. en économie) puis ses études supérieures à l'université d'État de Wayne (M. A. en économie) et à l'Université de Toronto (Ph. D en économie; 1978).
Ses domaines de recherche sont dans les domaines de l'évaluation des actifs, de la macroéconomie et des méthodes de calcul. Il est bien connu pour ses travaux sur les préférences d'Epstein-Zin (en) qui fournissent une spécification récursive d'une fonction d'utilité qui sépare l'élasticité de substitution intertemporelle à partir du coefficient d'aversion au risque relatif. Pour cette contribution, il a reçu la Médaille Frisch (en) de la Société d'économétrie.
Auparavant, de 1988 à 2009, il occupe la chaire Richard Cyert et Morris H. DeGroot de professeur d'économie et de statistique à la Tepper School of Business (en) (auparavant, la Graduate School of Industrial Administration) à l'université Carnegie-Mellon, et il est chercheur associé au National Bureau of Economic Research.